# Liste der Monuments historiques in Moyenmoutier
Die Liste der Monuments historiques in Moyenmoutier führt die Monuments historiques in der französischen Gemeinde Moyenmoutier auf.

## Liste der Immobilien
| Bezeichnung        | Beschreibung | Standort                    | Kennzeichnung | Schutzstatus | Datum          | Bild           |
| ------------------ | --- | --------------------------- | ------------- | ------------ | -------------- | -------------- |
| Abtei Moyenmoutier | Kloster im 7. Jahrhundert oder um 800 gegründet; Abteikirche St-Hydulphe, 1776, Klostergebäude und Gärten, 18. Jahrhundert | Rue du Maréchal Foch (Lage) | PA00107210    | Classé       | 1840 1913 1994 | weitere Bilder |

## Liste der Objekte
| Bezeichnung                        | Beschreibung                                | Standort                              | Kennzeichnung | Schutzstatus  | Datum | Bild           |
| ---------------------------------- | ------------------------------------------- | ------------------------------------- | ------------- | ------------- | ----- | -------------- |
| Zwei Reliquienschreine             | Holz, vergoldet, 18. Jahrhundert            | in der Abteikirche St-Hydulphe (Lage) | PM88000593    | Classé        | 1965  | weitere Bilder |
| Gemälde Taufe der heiligen Odilia  | Ölfarbe auf Leinwand, 18. Jahrhundert       | in der Abteikirche St-Hydulphe (Lage) | PM88000584    | Classé Incrit | 1907  |                |
| Armreliquiar                       | Holz, vergoldet, 18. Jahrhundert            | in der Abteikirche St-Hydulphe (Lage) | PM88000588    | Classé        | 1965  |                |
| Orgel                              | Ensemble aus PM88001101 und PM88001150      | in der Abteikirche St-Hydulphe (Lage) | PM88001149    | Classé        | 1996  |                |
| Orgelprospekt                      | 1879 gebaut                                 | in der Abteikirche St-Hydulphe (Lage) | PM88001101    | Classé        | 1996  |                |
| Instrumentalteil der Orgel         | 1880 von Charles Didier gebaut              | in der Abteikirche St-Hydulphe (Lage) | PM88001150    | Classé        | 1996  |                |
| Gemälde Abendmahl                  | Ölfarbe auf Leinwand, 18. Jahrhundert       | in der Abteikirche St-Hydulphe (Lage) | PM88000586    | Classé        | 1960  |                |
| Altarkreuz und sechs Altarleuchter | Bronze, vergoldet, 1734                     | in der Abteikirche St-Hydulphe (Lage) | PM88000590    | Classé        | 1965  |                |
| Chorschranke                       | Schmiedeeisen, vergoldet, 18. Jahrhundert   | in der Abteikirche St-Hydulphe (Lage) | PM88000591    | Classé        | 1965  |                |
| Pieta von Malfosse                 | aus dem 16. Jahrhundert                     | in der Abteikirche St-Hydulphe (Lage) | PM88001063    | Classé        | 1994  |                |
| Chorgestühl                        | Holz, 17. Jahrhundert                       | in der Abteikirche St-Hydulphe (Lage) | PM88000585    | Classé        | 1907  | weitere Bilder |
| Vier Wandverzierungen              | Lindenholz, vergoldet, 18. Jahrhundert      | in der Abteikirche St-Hydulphe (Lage) | PM88000592    | Classé        | 1965  |                |
| Zwei Konsoltische                  | Holz, vergoldet, marmor, 18. Jahrhundert    | in der Abteikirche St-Hydulphe (Lage) | PM88000594    | Classé        | 1965  | weitere Bilder |
| Skulptur Madonna mit Kind          | Lindenholz, farbig gefasst, 15. Jahrhundert | in der Abteikirche St-Hydulphe (Lage) | PM88000587    | Classé        | 1964  |                |
| Schrein des heiligen Hydulph       | Holz, vergoldet, 18. Jahrhundert            | in der Abteikirche St-Hydulphe (Lage) | PM88000589    | Classé        | 1965  |                |
| Sarkophag des heiligen Hydulph     | Stein, karolingerzeitlich                   | in der Kapelle St-Grégoire (Lage)     | PM88000595    | Classé        | 1922  |                |